# Jens Rusch
Jens Rusch (Neufeld, Dithmarschen, 1950. április 26. –) német képzőművész.

## Élete
Rusch elvégezte a szakképzést, és 1972 óta szabadúszó művészként dolgozik. 1979 és 1982 között Eberhard Schlotter festő és grafikus mesterképzésben tanult rézkarctechnikát a spanyolországi Alteában. Az észak-németországi brunsbütteli stúdiója mellett gyakran dolgozik Spanyolországban is. 1998-ig egy második stúdiót tartott fenn Callosa de Ensarriá hegyi faluban, a kelet-spanyolországi Alicante tartományban, a Costa Blancán, ahol máig is dolgozik.
A 2000-es évek elején Rusch túlélte a rákot, amely meghatározta további művészi fejlődését. Többek között 2004 óta szervezi a Wattolümpiadét a Schleswig-Holstein-i ráktarsaság jótékonysági rendezvényeként .
Rusch illusztrálta többek között Theodor Storm Schimmelreiterét, Goethe Faustját, Arno Schmidt Ateisták iskoláját és a Carmina Buranát. Schimmelreiter- illusztrációit hat tankönyvkiadó vette át; Megjelentek angol tankönyvkiadásban és koreai licences kiadásban is. Utóbbinak Brunsbüttelben tartott nyilvános bemutatóján Gerd Eversberg, a Husum Theodor-Storm-Gesellschaft munkatársa ekképp méltatta a művész elkötelezettségét:

„Valósághű illusztrációi tisztességes képet adnak a koreai olvasóknak a nyugati part tájáról és életéről; Így kiegészítik a tengerparti lakosok küzdelmeit a Theodor Storm által leírt örök természeti erőkkel szemben. Ön jelentős mértékben hozzájárult kulturális örökségünknek az ázsiai régióba való eljuttatásához, ahol a német kultúra iránt érdeklődők szívesen olvassák novelláit és verseit.””

– 

Munkáit számos németországi és külföldi kiállításon mutatták be, többek között Kolumbiában és Romániában is.

## Alkotásaiból

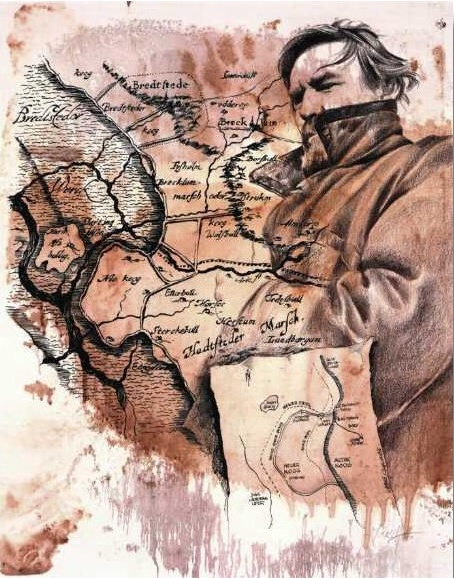
„Az új Koogod nagyszerű munka” (idézet a Schimmelreitertől) Vegyes média, 1989
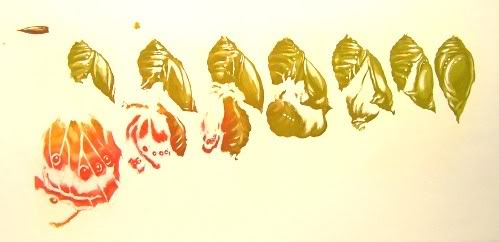
Nyomólemez 1. Jens Rusch „Metamorphosis” motívuma
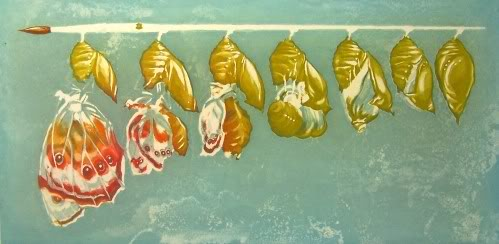
Egybenyomat 1. és 2. tábla. Technika: festői akvatinta
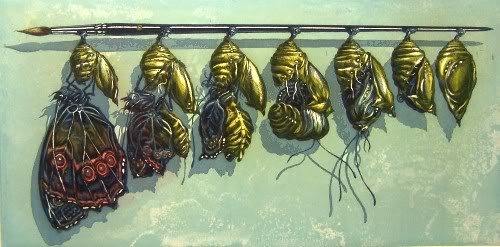
Az 1., 2. és 3. tábla összetett nyomata
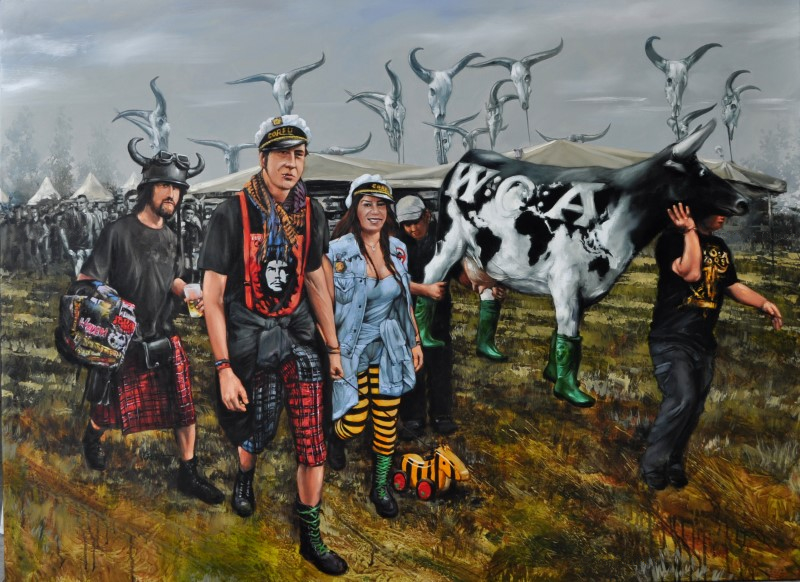
„Wacener Weltkuh” festmény. Olaj, vászon 110 × 150 cm. A W:O*ART ciklusból

## Társasági tagságai
Rusch tagja a Német Exlibris Társaságnak és az Arno Schmidt Olvasók Társaságának. Tagja volt az Északnémet Realisták művészcsoportnak, amely az impresszionisták plein air festészetének hagyományait követi. Ezen kívül szabadkőműves és tagja a Pegasus szabadkőműves művészegyesületnek.

## Publikációi

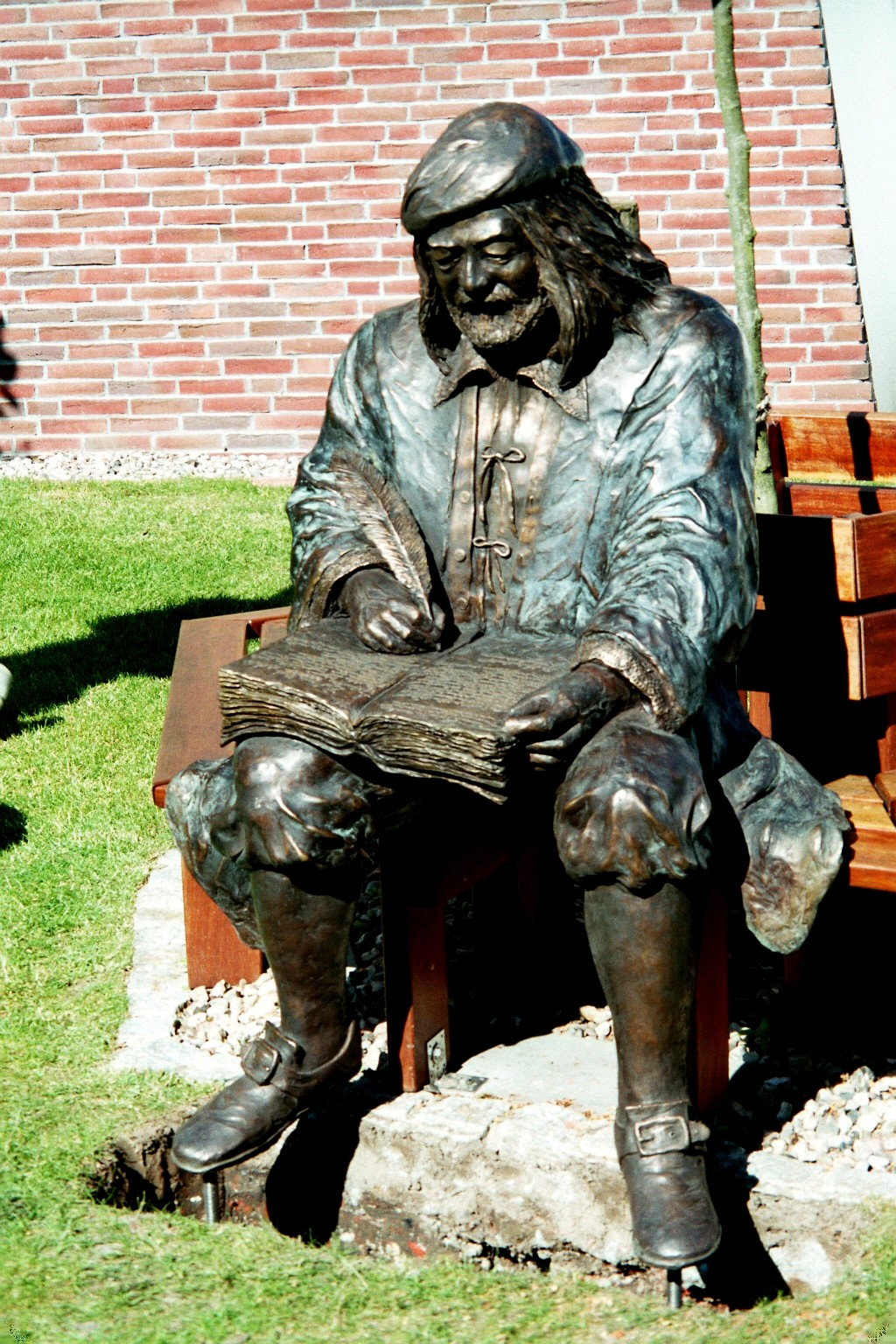
„Neocorus” bronzszobra

- Tengerpart és mocsár. Dithmarscher Press Service Christiansen, Heide, 1975 ISBN 3-88089-003-X
- Jens Rusch Büsumot húz. Dithmarscher Press Service Christiansen, Heide, 1976 ISBN 3-88089-005-6
- vele: Gabriel Peters: Ki az Anguilla? Egy angolna élettörténete. Dithmarscher Press Service Christiansen, Heide, 1978 ISBN 3-88089-024-2
- A Dithmarschen így működik. 2. kiadás. Dithmarscher Sajtószolgálat, Heide, 1984 ISBN 3-88089-013-7
- Suspiria de profundis. Erotikus grafika . Broschat, Hohenwestedt, 1989, ISBN 3-924256-36-5
- Az illusztrált Schimmelreiter. Möller, Rendsburg, 1987 ISBN 3-87550-078-4 (Új kiadás: Jork és Rusch, Brunsbüttel, 1995 ISBN 3-931427-00-5)
- Önállóan törölve. Möller, Rendsburg, 1987 ISBN 3-87550-071-7
- Mundus pictus. Tájak és csendéletek. Möller, Rendsburg, 1989 ISBN 3-87550-113-6
- Jens Rusch (szerk.): Exlibris „… a könyvekből”. Jork és Rusch, Brunsbüttel, 1996 ISBN 3-931427-01-3
- Peter K. Hertlinggel: Szel elölről. Vázlatfüzet egy családtörténetről. Neumann, Kiel, 2001 ISBN 3-931427-29-3
- Színes maratás. Deich-Verlag, ISBN 978-3-942074-01-8 (tankönyv)
- Az illusztrált szürke lovas. Deich-Verlag, ISBN 978-3-942074-02-5 (puhakötésű)
- Jens Rusch: Jiaogulan, Anregungen für Selbsversorger. 1. Auflage. Brunsbüttel, 2020 ISBN 978-3-00-066374-1 116 o.

## Elismerései
- 1990 Dithmarschen kerületi kulturális díj
- 2004 Kulturális Díj az Exlibris Társaságtól
- 2005 Német Turisztikai Díj innovatív turisztikai termékekért a brunsbütteli Wattolümpiade megszervezéséért
- 2011 „Dithmarschen nagykövete” Dithmarschen kerület
- 2011 „Az év embere” olvasói kampány a Schleswig-Holstein-i újságkiadótól
- 2012 „Citizens’ Prize” a CDU / Brunsbütteltől a Wattolümpiade jótékonysági rendezvény szervezői nevében
- 2019 A West Coast Clinics onkológiai munkacsoportjának tiszteletbeli tagja
- 2021 Szövetségi Érdemkereszt a szalaggal

## Fordítás
- Ez a szócikk részben vagy egészben  a   Jens Rusch című német Wikipédia-szócikk ezen változatának fordításán alapul.  Az eredeti cikk szerkesztőit annak laptörténete sorolja fel. Ez a jelzés csupán a megfogalmazás eredetét és a szerzői jogokat jelzi, nem szolgál a cikkben szereplő információk forrásmegjelöléseként.